# رژف
شهر رژف (به روسی: Ржев) در کشور روسیه و در اوبلاست تور واقع شده‌است.